# Triraphis discoideus
Triraphis discoideus är en stekelart som först beskrevs av Cresson 1869.  Triraphis discoideus ingår i släktet Triraphis och familjen bracksteklar. Inga underarter finns listade i Catalogue of Life.